# پاوهتن (ویرجینیا)
پاوهتن (به انگلیسی: Powhatan) یک منطقهٔ مسکونی در ایالات متحده آمریکا است که در شهرستان پوهاتان، ویرجینیا واقع شده‌است.